# Michael Porter
Michael Eugene Porter (sinh ngày 23 tháng 5 năm 1947) là Giáo sư của Đại học Harvard, Hoa Kỳ; nhà tư tưởng chiến lược và là một trong những "bộ óc" quản trị có ảnh hưởng nhất thế giới; chuyên gia hàng đầu về chiến lược và chính sách cạnh tranh của thế giới; là cha đẻ của lý thuyết lợi thế cạnh tranh của các quốc gia. Michael E. Porter là cố vấn trong lĩnh vực cạnh tranh cho lãnh đạo nhiều nước như Hoa Kỳ, Ireland, Nga, Singapore, Anh. Ông đã được chính phủ nhiều nước mời tư vấn về chiến lược cạnh tranh quốc gia. Năm 2009 và 2010, ông chủ trì thực hiện "Báo cáo năng lực cạnh tranh của Việt Nam năm 2010".
Năm 2005, Michael Porter đứng đầu trong danh sách 50 "bộ óc" quản trị có ảnh hưởng nhất thế giới (cùng với Peter Drucker - "cha đẻ" quản trị kinh doanh hiện đại, và Philip Kotler - "cha đẻ" marketing hiện đại của thế giới).
Michael Porter là một trong những giáo sư lỗi lạc nhất trong lịch sử của Đại học Harvard. Những tác phẩm kinh điển như "Chiến lược cạnh tranh" (competitive strategy), "Lợi thế cạnh tranh" (competitive advantage) và "Lợi thế cạnh tranh quốc gia" (competitive advantage of nations) được xem như là sách gối đầu giường của giới quản trị kinh doanh và các nhà hoạch định chính sách vĩ mô trên khắp thế giới trong suốt gần 30 năm qua.

## Tư duy chiến lược của Michael Porter
Sự khác biệt
| “                | "Cạnh tranh để trở thành giỏi nhất. Cạnh tranh để trở thành độc nhất vô nhị... Không có công ty tốt nhất bởi cái tốt nhất tùy thuộc vào nhu cầu của từng khách hàng. Vì thế, chiến lược của công ty sẽ không phải là trở thành tốt nhất, mà phải trở thành độc nhất vô nhị, là khác biệt". | ” |
| — Michael Porter | |   |

Chiến lược và Khát vọng
| “                | "Trong chiến lược, sai lầm lớn nhất là cạnh tranh trực tiếp trên cùng một quy mô, một lĩnh vực với đối thủ". Để xây dựng được chiến lược cạnh tranh, các công ty cần thấu hiểu khái niệm chiến lược, nhưng trên thực tế, các nhà lãnh đạo công ty thường hay nhầm lẫn chiến lược với khát vọng. | ” |
| — Michael Porter | |   |

Mục tiêu
| “                | "Phải đặt lợi nhuận là mục tiêu hàng đầu. Tăng trưởng là mục tiêu số 2; Việc đặt ra những mục tiêu không thực tế về khả năng sinh lời hoặc tăng trưởng có thể ảnh hưởng xấu đến chiến lược". | ” |
| — Michael Porter | |   |

Lựa chọn và Khám phá
| “                | "Lặp lại những việc mà người khác đã làm sẽ là không hiệu quả. "Chạy theo..." không phải là tư duy chiến lược mà là cái bẫy... Những công ty thành công là những công ty biết tạo ra các giá trị mới dựa trên việc đáp ứng tốt hơn các nhu cầu của khách hàng". | ” |
| — Michael Porter | |   |

Giá trị mới
| “                | "Những công ty thành công là những công ty biết tạo ra các giá trị mới dựa trên việc đáp ứng tốt hơn các nhu cầu của khách hàng". | ” |
| — Michael Porter | |   |